# AD Cariari Pococí
Asociación Deportiva Cariari de Pococí – kostarykański klub piłkarski z siedzibą w mieście Cariari (kanton Pococí), w prowincji Limón. Występuje w rozgrywkach Segunda División. Domowe mecze rozgrywa na obiekcie Estadio Comunal de Cariari.

## Historia
Wcześniej klub nosił nazwy Millonarios de Finca Mola, następnie od 1989 roku Banamola Pococí, by ostatecznie w latach 90. przyjąć nazwę Cariari Pococí.
Przez całą swoją historię klub występował w drugiej i trzeciej lidze kostarykańskiej.